# Папулов, Семён Васильевич
Семён Васильевич Папулов (1916—1943) — младший лейтенант Рабоче-крестьянской Красной Армии, участник Великой Отечественной войны, Герой Советского Союза (1943).

## Биография
Семён Папулов родился в 1916 году в селе Верхняя Полтавка (ныне — Тамбовский район Амурской области). После окончания средней школы в селе Среднебелая Амурской области и горного техникума проживал и работал в Хабаровске. В феврале 1941 года Папулов был призван на службу в Рабоче-крестьянскую Красную Армию. В 1942 году он окончил Владивостокское пехотное училище. С июня того же года — на фронтах Великой Отечественной войны. 29 августа 1943 года был награждён Орденом Отечественной войны 2-й степени за умелое командование ротой в боях за освобождение населенных пунктов Курской области (ныне Орловской области): Глазуновка, Кромы, Кривые Верхи, а также при переправе через реку Крома.
К сентябрю 1943 года младший лейтенант Семён Папулов командовал ротой 360-го стрелкового полка 74-й стрелковой дивизии 15-го стрелкового корпуса 13-й армии Центрального фронта. Отличился во время форсирования Десны. В конце 1943 года рота Папулова переправилась через Десну в районе села Оболонь Коропского района Черниговской области Украинской ССР и захватила плацдарм на её западном берегу, после чего отражала немецкие контратаки. В тех боях Папулов лично уничтожил около 40 вражеских солдат и офицеров, а также пулемётный расчёт противника.
Указом Президиума Верховного Совета СССР от 16 октября 1943 года младший лейтенант Семён Папулов был удостоен высокого звания Героя Советского Союза (одновременно награждён Орденом Ленина). 6 ноября 1943 года он погиб в бою. Похоронен в селе Горенка Киево-Святошинского района Киевской области Украины.
В честь Папулова установлен его бюст на станции Среднебелая Амурской области.
Жители поселка Среднебелая неоднократно поднимали вопрос о переносе останков Папулова С. В. в место установки бюста.